# Michel Preud'homme
Pour les articles homonymes, voir Preud'homme.
Pour l’article ayant un titre homophone, voir Michel Preudhomme.
Michel Preud'homme, né le 24 janvier 1959 à Ougrée en Belgique, est un ancien gardien de but international belge devenu entraîneur de football.
Il a effectué toute sa carrière professionnelle en tant que gardien de but. Il a notamment joué au Standard de Liège, équipe avec laquelle il remporte deux titres de champion de Belgique, au FC Malines, avec qui il a gagné la Coupe de Belgique en 1987 et la Coupe des coupes en 1988, et au Benfica Lisbonne. Il a joué 104 matchs européens, le premier contre le Slavia Prague, le 14 septembre 1977 avec le Standard de Liège.
Lors de la coupe du monde de football de 1994 aux États-Unis, il décrocha le Prix Lev Yachine récompensant le meilleur gardien de but du monde, classement dans lequel il figura pendant huit années consécutives dans le top 10. Il prit sa retraite en tant que joueur en 1999 mais ne quitta jamais vraiment le monde du football. 
Il a occupé le poste d'entraîneur au Standard de Liège, après avoir été le directeur sportif du même club. À la suite de cette nomination comme entraîneur du Standard de Liège le 30 août 2006, il avait également démissionné de ses postes à la fédération belge de football où il était vice-président et à la Ligue professionnelle belge de football, où son nom avait été cité comme futur président.
En 1984, il est suspendu six mois par la fédération belge de football, à la suite du scandale de corruption lié au match Standard-Waterschei de 1982. En juin 2012, la justice liégeoise le poursuit pour complicité de faux et usage de faux dans le cadre du transfert du joueur croate Miljenko Mumlek au Standard de Liège en 2003, époque à laquelle Michel Preud'homme était directeur technique et gérait les transferts du club.

## Biographie

### En club

#### Standard de Liège
Michel Preud'homme fait toutes ses classes au Standard de Liège. Au départ de la saison 1977-1978, il est le 3e gardien du club derrière Christian Piot et Jean-Paul Crucifix. Christian Piot étant blessé, Jean-Paul Crucifix garde les buts du Standard de Liège lors de la rencontre Standard de Liège-FC Boom du 19 août 1977. Jean-Paul Crucifix se blesse, il est remplacé par Michel Preud'homme, dont c'est la 1e apparition en division 1 en Belgique. Il a alors 18 ans, habite Strivay (commune de Neupré) et va rentrer en septembre en sixième comme étudiant à l'Athénée royal de Seraing. Lors du match suivant à Anderlecht, il est titulaire. Il ne quittera quasiment plus les buts liégeois jusqu'à la saison 1983-1984. Il remporte deux titres de Champion de Belgique, une Coupe de Belgique et dispute en 1982 la finale de la Coupe des Coupes perdue contre le FC Barcelone. Blessé, il devra renoncer à la Coupe du monde 1982 .

#### FC Malines
Touché par l'affaire Standard-Waterschei, il est suspendu six mois de toutes compétitions. Lors de la saison 1985-1986, il gardera les buts du Standard de Liège en alternance avec Gilbert Bodart qui l'avait remplacé durant cette suspension. Lassé de cette situation, il part au FC Malines en juillet 1956. 
Au FC Malines, il va remporter la Coupe de Belgique 1986-1987. La saison suivante, il est l'un des artisans de la victoire des Malinois en Coupe des Coupes. Dans la foulée, il remporte la Supercoupe 1988 face au PSV Eindhoven. Michel Preud'homme enlève son 3e titre de Champion de Belgique en 1988-1989. À l'issue des années 1987 et 1989, il remporte le Soulier d'or. Il reste huit saisons à Malines, y côtoyant entre autres Philippe Albert, Lei Clijsters, Marc Emmers et Marc Wilmots.

#### Benfica Lisbonne
En juillet 1994, à 35 ans, il tente pour la première fois une carrière hors de Belgique. Il rejoint le Benfica Lisbonne où il est titulaire pendant cinq saisons avant de mettre fin à sa carrière de joueur en 1999 à l'âge de 40 ans. Durant ces cinq saisons passées à Lisbonne, il ne remporte aucun titre de champion national mais une coupe du Portugal en 1996.

### En sélection
Titulaire en équipe nationale belge, il dispute la Coupe du monde 1990 en Italie, où la Belgique atteint les 1/8e de finale.  Quatre ans plus tard, aux États-Unis, Michel Preud'homme va démontrer tout son talent, surtout lors de la rencontre de poule face aux Pays-Bas, permettant à la Belgique de préserver son but d'avance et de se qualifier pour le tour suivant. Il sera d'ailleurs élu meilleur gardien du monde.
Après la Coupe du monde 1994, il est transféré au Benfica (Portugal) où il va, à nouveau, démontrer tout son talent. Il y enlève la Coupe du Portugal en 1996. Il arrête sa carrière à 40 ans en 1999.

### En tant qu'entraîneur
Le 20 avril 2008, il aide le club liégeois à décrocher le titre de champion de Belgique 2007/2008. Un titre qui était attendu depuis 25 ans par toute une ville. Michel Preud'homme rentre alors dans l'histoire du club comme étant le premier à remporter le titre avec le Standard de Liège tant comme joueur que comme entraîneur.
Le 26 mai 2008, il annonce qu'il quitte le Standard de Liège, en précisant qu'il signera dans le club de La Gantoise. Il quitte le Standard, club auquel il a apporté son premier titre national depuis 25 ans, considérant que son travail est accompli et n'étant pas intéressé par le contrat d'une seule année que lui proposait le club liégeois (comme de coutume au Standard).
Le 24 mai 2010, le site internet de La Gantoise annonce son départ pour le FC Twente, champion en titre en eredivisie. Il y remplace Steve McClaren, parti pour le VfL Wolfsburg en Bundesliga. Preud'homme retrouve Bryan Ruiz qu'il a dirigé à Gand, et déclare avoir fait le choix d'une carrière internationale en optant pour Twente : « J’ai dû faire mon choix entre une carrière nationale avec La Gantoise qui me proposait un nouveau contrat de cinq saisons et une carrière internationale. C’est maintenant un honneur pour un Belge de pouvoir entraîner le club champion des Pays-Bas. Cette formation va jouer la Ligue des champions. Il y a une structure excellente et l’aspect humain fait également partie des qualités du club. »
Peu de temps après son arrivée, le 31 juillet 2010,  Preud'homme remporte son premier trophée aux Pays-Bas en battant l'Ajax Amsterdam en supercoupe des Pays-Bas. En ouvrant le score dès la 8e minute  à l'Amsterdam ArenA, Luuk de Jong offre la supercoupe à Twente.
En juin 2011, il quitte Twente pour aller entraîner le club saoudien Al Shabab Riyad, où il signe un contrat de trois ans pour 6 millions d'euros nets d'impôt.
Le 18 septembre 2013, après un nul 2-2 à Riyad en quarts de finale de la Ligue des Champions d'Asie face aux Japonais de Kashiwa Reysol synonyme d'élimination (aller 1-1 au Japon), il est limogé par son club.
Dans la foulée, le 19 septembre 2013, il trouve un accord avec les dirigeants du Club Bruges KV pour remplacer Juan Carlos Garrido démis de ses fonctions la veille. Lors saison 2014-2015, il remporte la coupe de Belgique et est vice-champion de Belgique. La saison 2015-2016 lui rapporte un titre de champion de Belgique après avoir atteint la finale de la coupe de Belgique. À l'issue du championnat 2016-2017 et une deuxième place, il quitte ses fonctions d'entraîneur du FC Bruges et prend une année sabbatique.
À l'issue de celle-ci, en mai 2018, il est officiellement nommé entraîneur du Standard de Liège. Il signe un contrat de 4 ans et fait son retour en bord de Meuse dans le club de son cœur. Il occupe un rôle de « manager à l'anglaise » avec un rôle très important dans le club puisqu'il dispose des pleins pouvoirs sportifs et du poste de vice-président.
Lors de sa première saison, le club finira à une honorable 3e place derrière le FC Bruges et  KRC Genk, le champion. Lors de sa 2e saison, le Standard est 5e lors de l'interruption du championnat à la 29e journée à cause de la pandémie de coronavirus, le club n'étant qu'à 6 points (3 avec la division des points par 2) de la 2e place occupée par La Gantoise.
Pendant le confinement lié au Covid-19, il renonce à son poste d’entraîneur tout en occupant des fonctions qui s'apparentent à celle de directeur sportif, le 5 juin 2020 il refuse de préciser son poste exact sur le media officiel du club. On ignore tout des motivations du retrait de Michel Preud'Homme mais pour contextualiser, le même jour 5 juin 2020, la NBA et la NFL annonçaient que les entraîneurs « âgés » (sans préciser de seuil) seraient interdits de contact avec les joueurs jusqu'à ce qu'un vaccin soit trouvé.
Le 1er juillet 2021, Michel Preud'homme quitte officiellement le Standard de Liège. À la suite du départ de Roberto Martínez à la fin de l'année 2022, il est pressenti pour occuper la fonction d'entraineur des Diables rouges puis de directeur technique au sein de l'Union belge de football mais il décline ces propositions tout en remerciant la fédération belge d'avoir pensé à lui.

## Palmarès

### Joueur
Standard de Liège
- Coupe de Belgique (1) : Vainqueur 1981
- Championnat de Belgique (2) : Champion 1982 et 1983
- Coupe d'Europe des vainqueurs de coupe (1) : Finaliste 1982

 FC Malines
- Coupe de Belgique  (1) : Vainqueur 1987
- Coupe d'Europe des vainqueurs de coupe (1) : Vainqueur 1988
- Supercoupe d'Europe (1) : Vainqueur 1988
- Champion de Belgique (1) : Champion 1989
- Coupe de Belgique  (2) : Finaliste 1991 et 1992

 Benfica Lisbonne
- Coupe du Portugal (1) : Vainqueur 1996
- Coupe du Portugal (1) : Finaliste 1997

### Entraîneur
Standard de Liège
- Championnat de Belgique (1) : Champion en 2008
- Coupe de Belgique : Finaliste en 2007

 KAA La Gantoise
- Coupe de Belgique (1) : Vainqueur en 2010
- Championnat de Belgique : Vice-champion en 2010

 FC Twente
- Coupe des Pays-Bas (1) : Vainqueur en 2011
- Supercoupe des Pays-Bas (1) : Vainqueur en 2010
- Championnat des Pays-Bas : Vice-champion en 2011

 Al Shabab Riyad
- Championnat d'Arabie saoudite (1): Champion en 2012

 Club Bruges KV
- Championnat de Belgique (1) : Champion en 2016, Vice-champion en 2015 et 2017
- Coupe de Belgique (1) : Vainqueur en 2015, Finaliste en 2016
- Supercoupe de Belgique (1) : Vainqueur en 2016

### Distinctions personnelles
- Ballon d'Or: 11e en 1994
- Soulier d'or : en 1987 et 1989.
- Gardien de l'année (Belgique) avec le FC Malines en 1988,1989, 1990 et 1991.
- Prix du Fair-Play en 1989.
- All-Star Team de la Coupe du monde : 1994.
- Prix Lev Yachine en 1994.
- Meilleur gardien de football de l'année (niveau mondial) : 1994.
- Entraîneur de l'année en 2008 avec le Standard de Liège et en 2015 et 2016 avec le FC Bruges.
- Rinus Michels Award (nl) en 2011 avec le FC Twente.
- Guy Thys Award (nl) en 2012 avec le Al Shabab Riyad.
- Membre de la "125 Years Icons Team", la meilleure équipe de tous les temps de l'histoire du football belge (organisé par l'URBSFA).

## Record
Jusqu'en 2014, Michel Preud'homme était le footballeur belge ayant disputé le plus de rencontres en division 1 tous pays confondus (650 matches) : 239 pour le Standard de Liège, 264 pour le FC Malinois et 147 pour Benfica (Portugal).
En 2014[Quand ?], Timmy Simons bat ce record et finira sa carrière en 2018 avec 1019 matchs officiels (y compris amateur et sélection nationale), dont 807 avec des clubs évoluant dans la division la plus haute (championnat et coupes confondus).